# Sayonara Football
Sayonara Football (japanisch さよならフットボール) ist eine Manga-Serie von Naoshi Arakawa, die von 2009 bis 2010 in Japan erschien. Ab 2016 erschien eine Fortsetzung als Sayonara Watashi no Cramer (japanisch さよなら私のクラマー Sayonara Watashi no Kuramā), die 2021 als Anime adaptiert wurde. International wurde dieser auch als Farewell, My Dear Cramer bekannt.

## Handlung
Die 14-jährige Nozomi Onda ist im zweiten Jahr der Mittelschule und Mitglied des Fußballteams. Obwohl sie über die Technik und Ausdauer eines Fußballspielers verfügt, hat sie immer noch keinen Einsatz in einem Spiel erhalten, da man sie aufgrund ihres Geschlechts nicht spielen lassen möchte. Trotz ihrer fußballerischen Erfahrung und Fähigkeiten kann Nozomi die körperlichen Unterschiede, die sich im Laufe der Zeit zwischen ihr und ihren männlichen Teamkollegen zeigen, nicht überwinden. Sogar ihr jüngerer Bruder Junpei, der ebenfalls im Team ist, fängt an, sie zu übertreffen. Trainer Samejima erkennt Nozomis großes Talent als Spielerin, aber aufgrund der physischen Anforderungen kann er sie nicht einsetzen. Dennoch ist Nozomi eine kämpferische Person und gibt nicht so leicht auf. Sie trainiert härter als alle anderen in der Hoffnung, eines Tages die Chance zu bekommen, doch noch in einem Spiel zu spielen.

### Watashi no Cramer
Die Schülerin Sumire Suo hat keinen Erfolg im Fußball. Später hat ihre Rivalin Midori ein Angebot für Sumire: Midori gibt Sumire ein Versprechen, dass sie nicht mehr alleine spielen muss, und Midori nimmt sie auch im selben Team auf.

## Manga
Der Manga Sayonara Fooball erschien von Juni 2009 bis August 2010 im Magazine E-no bei Kodansha. Der Verlag brachte die Kapitel auch gesammelt in zwei Bänden heraus. Kodansha Comics brachte eine englische Übersetzung heraus, Éditions Ki-oon eine französische und Tong Li Publishing eine chinesische.
Eine Fortsetzung der Mangaserie wurde von 2016 bis 2020 im Gekkan Shōnen Magazine veröffentlicht. Die Kapitel wurden von Kodansha auch in 13 Sammelbänden veröffentlicht. Auch von dieser Serie erschien eine englische Übersetzung.

## Animeserie
Eine Adaption als Anime entstand beim Studio Liden Films unter der Regie von Seiki Takuno und nach einem Drehbuch von Natsuko Takahashi. Das Charakterdesign entwarf Eriko Itō und die künstlerische Leitung lag bei Yukihiro Saitō. Für den Ton war Yota Tsuruoka verantwortlich und für die Computeranimationen Yoshimasa Yamazaki. Die Kameraführung wurde von Haruka Gotō und Kōhei Tanada verantwortet.
Der Anime wird seit dem 4. April 2021 von Tokyo MX ausgestrahlt. Die Plattform Crunchyroll veröffentlicht die Serie international per Streaming, unter anderem mit deutschen und englischen Untertiteln.

### Synchronisation
| Rolle            | japanischer Sprecher (Seiyū) |
| ---------------- | ---------------------------- |
| Sumire Suo       | Tomoyo Kurosawa              |
| Nozomi Onda      | Miyuri Shimabukuro           |
| Sawa Echizen     | Shion Wakayama               |
| Midori Soshizaki | Aoi Yūki                     |
| Tetsuji Yamada   | Koki Uchiyama                |
| Mizuki Kaji      | Saori Hayami                 |

### Musik
Masaru Yokoyama komponierte den Soundtrack der Serie. Für den Vorspann verwendete man das Lied Ambitious Goal, gesungen von Aika Kobayashi, das Abspannlied ist Kuyashii koto wa Kettobase von Mikako Komatsu.